# Tragic Kingdom
Tragic Kingdom är No Doubts tredje studioalbum, utgivet den 10 oktober 1995.
Albumet var det sista som keyboardisten och låtskrivaren Eric Stefani medverkade på, vilket gjorde att sångaren Gwen Stefani skrev mestadelen av låttexterna på Tragic Kingdom. Albumet sålde i 16 miljoner exemplar och nådde första plats i Billboard 200.

## Låtförteckning
1. "Spiderwebs" (Gwen Stefani, Tony Kanal) – 4:28
2. "Excuse Me Mr." (G. Stefani, Tom Dumont) – 3:04
3. "Just a Girl" (G. Stefani, Dumont) – 3:29
4. "Happy Now?" (G. Stefani, Dumont, Kanal) – 3:43
5. "Different People" (Eric Stefani, G. Stefani, Kanal) – 4:34
6. "Hey You" (G. Stefani, Kanal) – 3:34
7. "The Climb" (E. Stefani) – 6:37
8. "Sixteen" (G. Stefani, Kanal) – 3:21
9. "Sunday Morning" (Kanal, G. Stefani, E. Stefani) – 4:33
10. "Don't Speak" (E. Stefani, G. Stefani) – 4:23
11. "You Can Do It" (G. Stefani, E. Stefani, Dumont, Kanal) – 4:13
12. "World Go 'Round" (Kanal, G. Stefani) – 4:09
13. "End It on This" (G. Stefani, Dumont, Kanal, E. Stefani) – 3:45
14. "Tragic Kingdom" (E. Stefani) – 5:31

## Musiker
- Gwen Stefani – sång
- Tom Dumont – gitarr
- Tony Kanal – elbas
- Adrian Young – percussion, trummor

Övriga personer:
- Phil Jordan – trumpet
- Gabrial McNair – keyboard, trombon
- Stephen Bradley – keyboard, trumpet
- Bill Bergman – saxofon
- Aloke Dasgupta – sitar
- Melissa "Missy" Hasin – cello
- Nick Lane – trombon
- Les Lovitt – trumpet
- Stephen Perkins – oljefat
- Greg Smith – barytonsaxofon
- Matthew Wilder – keyboard